# Polyutus
A Polyutus (olaszul: Poliuto) Gaetano Donizetti háromfelvonásos operája (opera seria). Szövegkönyvét Pierre Corneille Polyeucte című drámája nyomán Salvadore Cammarano írta. Az ősbemutatóra 1840. április 10-én került sor a párizsi Nagyoperában. Az operát eredetileg Nápolyban kellett volna bemutatni, de a cenzúra betiltotta. Ezért került sor Párizsban a premierjére, Eugéne Scribe francia szövegére, Les martyrs címmel.

## Szereplők
- Paulina (szoprán)
- Polyutus (tenor)
- Nearcus (tenor)
- Severus (bariton)
- Callisthenes (basszus)

## Cselekmény
- Helyszín: Arménia, az ókorban.

Paulina, Arménia kormányzójának, Felixnek a lánya régebben Severus római vezért szerette, de miután híre jött, hogy Severus elesett a harcmezőn, a lány – apja kívánságára – az arméniai Polyutus felesége lett. Polyutus barátja, Nearcus keresztény hitre téríti. Paulina aggódik érte, mert a Római Birodalomban kegyetlenül üldözik az idegen vallás követőit. A császár új proconsult is nevezett ki Arméniába, hogy keményen lépjen fel ellenük. Kiderül, hogy az új vezető nem más, mint Severus, aki mégis felépült súlyos sérüléseiből. A proconsul felkeresi Paulinát, kéri, hogy térjen vissza hozzá, de az asszony hű marad férjéhez. A római katonák elfogják Nearcust, és vallatják, hogy kik a társai. Polyutus önként jelentkezik. Paulina könyörög Severusnak férje életéért, de az csak úgy hajlandó megkegyelmezni, ha Polyutus megtagadja hitét. A férfi erre nem hajlandó, ekkor a rómaiak – társaival együtt – éhes oroszlánok elé vetik. Paulinát megrendíti férje hite, bátorsága, és maga is követi őt az arénába.